# Seyna Sylla
Seyna Sylla (bürgerlich: Seynabou Holzendorff; * 2002 in Berlin) ist eine deutsche Schauspielerin.

## Leben
Seyna Sylla wuchs in Berlin auf, wo sie auch bis heute lebt.
Nach ihrem Schulabschluss absolvierte sie ihre Schauspielausbildung über einige Jahre hinweg in verschiedenen Workshops. Sie steht seit 2020 als Schauspielerin vor der Kamera und wirkte in mehreren Filmen und Fernsehserien mit. Im Jahr 2023 wirkte sie in der Literaturverfilmung Die Tribute von Panem – The Ballad of Songbirds and Snakes mit.
Sylla spricht neben ihrer Muttersprache Deutsch auch fließend Englisch und Französisch.

## Filmografie
- 2020: Berlin, Berlin – Der Film
- 2020: Lucie – Läuft doch! (Fernsehserie)
- 2022: Flügel aus Beton
- 2023: Die Tribute von Panem – The Ballad of Songbirds and Snakes (The Hunger Games: The Ballad of Songbirds and Snakes)
- 2024: Morden im Norden (Fernsehserie, 1 Folge)
- 2024: Polizeiruf 110: Unsterblich